# Isotheciopsis
Isotheciopsis là một chi rêu trong họ Hypnaceae.